# Карандаи
Карандаи (порт. Carandaí) — муниципалитет в Бразилии. входит в штат Минас-Жерайс.  Составная часть мезорегиона Кампу-дас-Вертентис. Входит в экономико-статистический микрорегион Барбасена, который входит в Кампу-дас-Вертентис. Карандаи находится на 35 км по шоссе BR-040 к северу от Барбасены.
Население составляет 24 979 человек на 2006 год. Занимает площадь 486,409 км². Плотность населения — 51,3 чел./км².
Основными видами экономической деятельности являются животноводство, производство молока и сыра, небольшие перерабатывающие производства, а также выращивание цветов, фруктов, овощей, кукурузы, кофе, картофеля и бобов. 
Праздник города — 27 апреля.

## История
Город основан 7 июля 1923 года.

## Статистика
- Валовой внутренний продукт на 2006 год составляет 190 000 000 реалов (данные: Бразильский институт географии и статистики).
- Валовой внутренний продукт на душу населения на 2006 год составляет 7706,00 реалов (данные: Бразильский институт географии и статистики).
- Индекс развития человеческого потенциала на 2006 год составляет 0,802 (данные: Программа развития ООН).